# Palazzo Bardi alla Postierla
Palazzo Bardi alla Postierla, già Castellare dei Forteguerri, o Palazzo Bardi-Piccolomini, è un edificio storico di Siena, all'angolo tra via del Capitano e via di Città, di fianco alla piazza di Postierla detta anche i Quattro Cantoni. Il palazzo ingloba la medievale torre dei Forteguerri.

## Storia e descrizione
Il castellare dei Forteguerri alla Postierla, di cui rimane l'omonima torre, nella metà del Quattrocento fu di proprietà di Agostino di Francesco Bardi. I suoi eredi lo fecero trasformare nei primi anni del XVI secolo nella propria dimora cittadina di rappresentanza. I Bardi, alleati politicamente con i Petrucci, seguirono l'esempio di Jacopo Petrucci, fratello di Petrucci, che nel 1489 acquistò alcuni edifici di proprietà dello spedale Santa Maria della Scala per trasformarli in quello che diverrà Palazzo Reale.
Nel 1513 la facciata fu decorata dal Sodoma, in competizione con Domenico Beccafumi, che decorò la facciata del vicino palazzo Borghesi. Entrambe le decorazioni sono andate perdute.
Anticamente, come ricorda una cronaca del 1283, il palazzo era collegato a palazzo Borghesi da un cavalcavia che attraversava la torre dei Forteguerri, facilitandone l'accesso e controllando così anche il passaggio nella via sottostante della famiglia rivale degli Incontri, residenti in via di Stalloreggi. La torre era sorta, come avamposto a difesa dell'antica porta Oria nella prima cerchia muraria, divenuta poi porta secondaria nel Basso Medioevo e quindi "postierla".
Nel Seicento il palazzo passò di proprietà ai Piccolomini.